# روبوترون
روبوترون (بالألمانية: Robotron) كانت أكبر شركة مصنعة للإلكترونيات في ألمانيا الشرقية. وقع مقرها في دريسدن ووظفت 68,000 شخص. أنتجت الشركة الحواسيب الشخصية وحواسيب الإطار الرئيسي وعدد من ملحقات الحاسوب بالإضافة إلى الحواسيب المنزلية وأجهزة الراديو والتلفاز ومنتجات أخرى مثل الطابعات. تأسست الشركة بجمع عدد من المؤسسات السابقة التي عملت على تصميم أول الأجهزة الحاسوبية في ألمانيا الشرقية.

## التاريخ
الشركة السابقة لربوتورن كانت تسمى بوروماشينين، وتأسست في 1958، وأعيد تسميتها إلى داتن فيرأربياتونج أوند بوروماشينين في 1964. صُنع في هذه الشركة الحاسوب روبوترون 300، الذي بدأ تطويره في شركة إلكترونيشه رشنماشينه في مدينة كارل ماركس (التي تسمى كيمنتس حاليًّا)، وأنهى العمل عليه شركة رافنا. وتطبيقًا لسياسة اقتصادية جديدة في ألمانيا الشرقية، سُميت النظام الاقتصادي الجديد للتخطيط والإدارة، أقيمت شركة روبوترون إلى جانب شركة تسنترونك في 1 أبريل 1969. استخدم مصنع التلفاز التابع لرافنا في راديبرج ليصبح مقر شركة روبوترون. في بداية السبعينيات أصبح المقر الجديد لروبوترون جاهزًا، وكان موقعه على شارع لننجراد (الآن شارع بيترسبورج) بين ميدان برنايش وميدان جيورج في مقابل مبنى المجلس الجديد. وأقيمت للشركة مواقع إنتاج جديدة في درسدن وكيمنتس.
في 1 يناير 1978 حُلت شركة تسنترونك وألحقت منشآتها الإنتاجية بشركة روبوترون، ومن بين هذه المنشآت مصنع آليات الحجز في مدينة كارل ماركس (سُمي سابقًا أسترا فيركه)، ومصنع معدات المكتب في زومردا (سابقًا راينميتال زمردا) ومصنع الآلات الكاتبة لشركة إريكا (زايدل وناومان سابقًا).
إلى جانب شركة ميكروإلكترونك إرفورت، كانت روبوترون مسؤولة عن تطوير وإنتاج وتشغيل معدات معالجة البيانات الإلكترونية والحواسيب بمختلف أنواعها وكذلك نظم التشغيل والبرمجيات الأخرى العاملة على هذه النظم الحاسوبية.
كان زيجفريد تسوجيهور أول مدير عام للشركة (1969 - 1973) ولحقه فولفجانج زيبر (1973-1982) والمدير العام الأخير كان فريدريك فوكوركا (1982-1990).
في 1980 كان عدد موظفي الشركة 68,000 موظفًا، وعدد مصانعها 21 وقيمة أعمالها 12.8 مليار مارك ألماني شرقي.

## استشهادات
1. ↑  "Robotron-Museum in Dresden öffnet am Sonnabend". heise.de. 4 أبريل 2019. مؤرشف من الأصل في 2020-11-08. اطلع عليه بتاريخ 2021-12-23.